# Mungong (langue)
Le mungong est une langue béboïde de l'Est, parlée au Cameroun. Elle est proche du ncane et du noone, et peut être considéré comme étant la même langue ou une langue distincte selon les sources.

## Écriture
| A a   | B b | Ch ch | D d | Dz dz | E e | Ɛ ɛ | Ə ə | F f   | G g | Gb gb | Gh gh | I i | Ɨ ɨ | J j | K k |
| Kp kp | L l | M m   | N n | Ny ny | Ŋ ŋ | O o | S s | Sh sh | T t | Ts ts | U u   | Ʉ ʉ | V v | W w | Y y |

Les tons ne sont majoritairement pas indiqués, certains tons grammaticaux sont indiqués, notamment le ton haut dans certains mots au pluriel, par exemple shóŋ, « moutons ».